# Brian Clough
Brian Howard Clough (Middlesbrough, 1935. március 21. – Derby, 2004. szeptember 20.) az egyik legsikeresebb angol edző. A Nottingham és Derby településeket összekötő út az ő nevét viseli. Később ezek a városok (és szülővárosa, Middlesbrough is) szobrot állítottak a tiszteletére.

## Életútja

### Kezdetek
Hat testvére volt; gyermekkorában gyűlölte és kerülte az iskolát, amivel még büszkélkedett is: „Csak kudarcaim voltak a suliban, azt hiszem, egy kicsit lüke voltam". Egyre inkább a futball felé sodródott: 17 éves, amikor profi szerződést kapott szülővárosa csapatától, a Middlesbroughtól, majd (katonai szolgálata után) 1955-ben lépett pályára először első csapata mezében, bár a Boro addigra kiesett a Division 1-ből. Nagyon sikeres lett, 41 meccsen 38-szor zörgette meg ellenfelei hálóját, de másképp is növelni akarta értékét: egy helyi újságnak 50 fontot fizetett, hogy leközölje távozási szándékát a Middlesbroughtól. Végül mégis maradt és az ő vezetésével megbuktatták az aktuális edzőt, majd a csapattársai megszavazták csapatkapitánynak. A csapatánál összesen 213 bajnoki meccsen lépett pályára, és 197 gólt lőtt ezeken, sőt Walter Winterbottom szövetségi kapitány ki akarta vinni az 1958-as svédországi világbajnokságra is, de ez meghiúsult és a későbbiekben is csak kétszer lett válogatott (ami viszont annak a ténynek a tükrében, hogy másodosztályú csapatban szerepelt, nem mindennapi). 1961-ben igazolt a Sunderlandhez, ahol 1962 karácsonyán, a Bury elleni bajnoki mérkőzésen ütközött a kapussal és keresztszalag-sérülést szenvedett. 1964-ben tért vissza, de már csak 3 meccsen lépett pályára, majd végleg visszavonult. A Fekete Macskáknál 61 bajnoki meccsen 54 gólt lőtt (Angliában évtizedekkel később is úgy emlékeztek rá, mint a legeredményesebb gól/meccsel rendelkező játékosra).

### Első klubjai
Edzői pályafutását a Hartlepoolnál kezdte, majd 1967-ben a Derby County menedzsere lett, amivel két év múlva megnyerte a másodosztályt, 1972-ben pedig – óriási döbbenetet kiváltva – megnyerte a Division 1-t, vagyis az angol első osztályt, ami egy csapásra híressé tette. A sikerekben szerepet játszott a másodedző, Peter Taylor is. Ezután volt egy rövid kitérője az angol harmadosztályba, a Brighton csapatához, de ott átlagos teljesítményt nyújtott, és egy évig sem maradt. A következő csapata viszont igazi nagyágyú volt, a Leeds United, aminek a menedzsere (Donald George 'Don' Revie) lett az angol szövetségi kapitány az 1974-es kudarc után (Anglia nem jutott ki a németországi világbajnokságra). A Leedsnél viszont nagyon leszerepelt Clough: az első 6 meccsükből csak egyet nyerve a 19. helyen álltak, a játékosok gyűlölték stílusát és az sem volt pozitívum, hogy kimondottan utálta a korábbi sikeredző Revie-t. A végeredmény: 44 nap után kirúgták. Erről készült a nagy visszhangot kiváltó, Az elátkozott Leeds United című film. Ezután olyan döntést hozott, ami befolyással lett a következő 15–20 év európai futballjára: egy másodosztályú kis csapat edzője lett.

### A Nottingham Forest
Miután a szerződése felbontásáért kicsikart 100 ezer fontot egykori főnökeitől, 1975 januárjában Brian Clough elvállalta a Nottingham Forest menedzselését, ahol ismét együtt dolgozhatott a derbys időkből jól ismert segédedzőjével, Peter Taylorral. A régi páros ismét eredményesnek bizonyult: 1977-ben feljutottak az élvonalba, 1978-ban (tehát újoncként!) pedig ligakupát nyertek a Liverpool ellen (újrajátszás után), ráadásul bajnokok lettek, majd a Charity Shieldet (az angol szuperkupát) is megszerezték. Ő lett a második edző, aki két klubbal is angol bajnok lett (az első Herbert Chapman), nem is akármilyen teljesítménnyel: zsinórban 42 bajnokin nem kaptak ki, ami rekord volt egészen 2004-ig, az Arsenal döntötte meg 49 veretlen meccsel. A bajnoki címmel indulhattak a Bajnokcsapatok Európa-kupájában (ma Bajnokok ligája) és éltek is a lehetőséggel: 4 év alatt egy másodosztályú kis klubból BEK-győztes csapatot csinált! Az 1979-es BEK-döntőben Trevor Francis, az első milliós vételárú játékos lőtte a győztes gólt (habár róla azt mondta Clough, hogy csak adóval érte el a vételár az egymilliót). Bár ezúttal a Liverpool lett a bajnok, címvédőként ismét indulhattak a BEK-ben, és újra megnyerték a ligakupát (Nottingham-Southampton 3–2). 1980-ban címvédőként, a BEK döntőjéig jutottak, és ott legyőzték a többek között Kevin Keegant és Felix Magathot is felvonultató Hamburger SV-t John Robertson góljával. A ligakupában ismét döntőztek, de ezúttal a Wolverhampton nyert 1–0-ra. Viszont a BEK-duplázással felállítottak egy olyan rekordot, amit nem valószínű, hogy valaki is meg tud dönteni: ugyanis a Nottingham Forest csak egyszer volt bajnok, de kétszer is megnyerte a BL jogelődjét, a BEK-et. Ez akkoriban szinte képtelenség volt, hiszen csak a bajnokcsapatok és a címvédő indult. Ma már elvileg lehetséges, mivel pár ország több csapatot is indíthat, de valójában a döntőig csak olyan csapatok tudnak elérni, akik hazájukban is sok bajnokságot nyertek (pl. Manchester United, Barcelona, Real Madrid stb.). Clough csapatában nem egy neves játékos volt: Peter Shilton, Anglia legendás kapusa; Viv Anderson (később a Manchester Unitednél is játszott); John Robertson, illetve középső gyermeke, Nigel Clough (aki 1993-ban a Liverpoolba igazolt, de nemsokára kiszorította őt Ian Rush és Robbie Fowler, az Isten becenevű csatár) és vele érte el utolsó sikereit: 1989-ben a ligakupa döntőjében 3–1-re verték a Luton Townt, majd egy évvel később (szintén a ligakupa döntőjében) 1–0-ra az Oldham Athleticet. 1990-ben csak egy meccset játszottak az FA kupában, de az igen emlékezetesre sikerült, nem is a meccs miatt, hanem mert az a meccs megindított az emelkedőn egy másik klubot: ha Brian Clough csapata legyőzi idegenben a Manchester Unitedet, akkor valószínűleg kirúgták volna a vörös ördögöktől Alex Ferguson edzőt; viszont a manchesteriek egy kínkeserves 1–0-val győztek, majd az egész sorozatot megnyerték. Az edzőt ma már Sir Alex Fergusonnak nevezik, aki több mint 25 éven keresztül, sikert sikerre halmozva 2013-ig irányította a Manchester Unitedet.
Ezután a Nottingham Forest 1991-ben az FA kupa (Tottenham–Nottingham 2–1), 1992-ben a ligakupa döntőjét bukta el (Manchester United–Nottingham 1–0). 1992-ben súlyosbodtak Clough alkoholproblémái, ráadásul Roy Keane bevetése sem ellensúlyozta a távozó Teddy Sheringham és Des Walker hiányát. A szezon végén kiesett a Nottingham és Brian Clough bejelentette visszavonulását.

### Magánélete, egyénisége

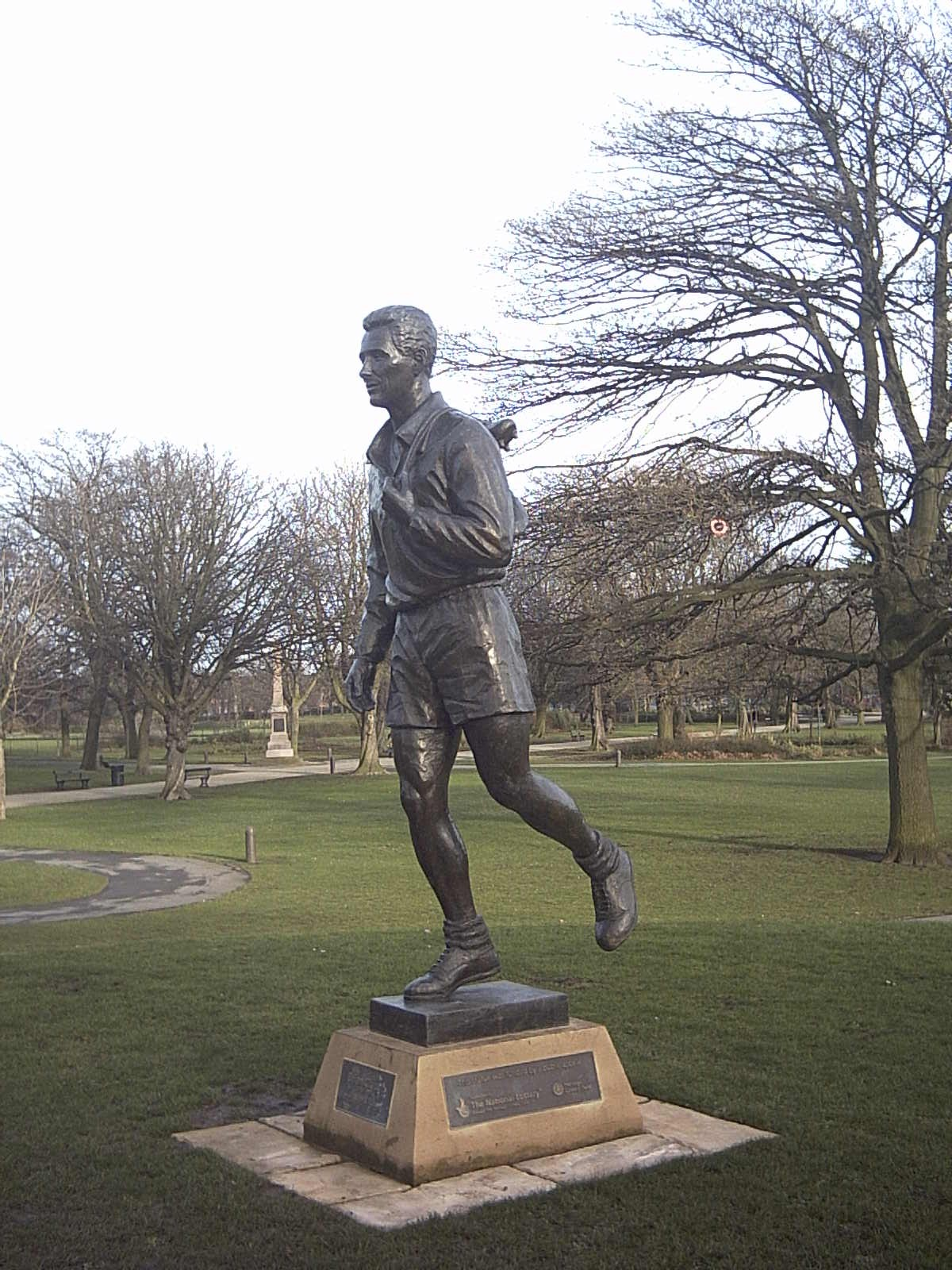
Brian Clough szobra Middlesbrough-i Albert Parkban

Négy és fél évtizeden át élt feleségével, akitől három gyermeke született, középső fia Nigel Clough, aki a Nottingham Forest, a Liverpool, a Manchester City és a Burton Albion csatára is volt.
A szakember figyelemmel kísérte a politikát, kétszer is előfordult, hogy a Munkáspárt (=Labour Party) színeiben indult volna a brit választásokon. Rettenetesen szigorú edző volt, és ha pénzbírságot szabott ki egy játékosnak, azt a klubkassza helyett elküldte egy fejlődő országnak.
Brian Clough mindig magabiztos (és kissé öntörvényű) volt, mint azt alábbi mondatai is mutatják: „Jobb vagyok, mint Anglia ötszáz vagy annál is több menedzsere, akiket kirúgtak a háború óta. Velem még sohasem esett meg ez a szégyen. Világos, hogy én vagyok a Number One" - ezt pályája elején mondta, amikor még idő sem volt őt meneszteni sehonnan. Egy későbbi kijelentése: „Nem állítanám, hogy én voltam a legjobb a szakmában. De a top 1-be biztosan befértem."
Hosszú évekig küzdött alkoholproblémákkal, 2004. szeptember 20-án gyomorrákban elhunyt. Halála után egy hónappal ért véget az Arsenal 49 meccses veretlenségi sorozata, amivel Brian Clough rekordját döntötték meg.

## Sikerei, díjai

### Edzőként
Derby County
- Másodosztály bajnok: 1968–1969
- Első osztály bajnok: 1971–1972

Nottingham Forest
- Első osztály bajnok: 1977–1978
- Ligakupa-győztes: 1977–1978, 1978–1979, 1988–1989, 1989–1990
- Charity Shield-győztes: 1978
- BEK-győztes: 1978–1979, 1979–1980
- UEFA-szuperkupa-győztes: 1979

## Edzői statisztika
| Hartlepools United     | Anglia   | 1965. október 1.  | 1967. május 1.       | 84   | 35  | 13  | 36  | 41,67 |
| Derby County           | Anglia   | 1967. június 1.   | 1973. október 15.    | 289  | 135 | 70  | 84  | 46,71 |
| Brighton & Hove Albion | Anglia   | 1973. november 1. | 1974. július 30.     | 32   | 12  | 8   | 12  | 37,50 |
| Leeds United           | Anglia   | 1974. július 30.  | 1974. szeptember 12. | 7    | 1   | 3   | 3   | 14,29 |
| Nottingham Forest      | Anglia   | 1975. január 6.   | 1993. május 8.       | 907  | 411 | 246 | 250 | 45,31 |
| Összesen               | Összesen | Összesen          | Összesen             | 1319 | 594 | 340 | 385 | 45,03 |